# Río Tipuani
Der Río Tipuani ist ein Fluss im bolivianischen Teil Südamerikas. 
Die Quelle des Río Mapiri liegt in der Bolivianischen Kordillere im Ancohuma-Massiv, wo der Río Tipuani in einem Geröllfeld am Südhang des Uma Jalanta auf einer Höhe von 4879 m seinen Ursprung hat. Die Mündung des Flusses liegt bei der Stadt Guanay auf einer Höhe von 409 m bei der Mündung in den Río Mapiri. Der Fluss hat eine Gesamtlänge von 110 Kilometern. 
Verwaltungstechnisch verläuft der Fluss in seiner ganzen Länge im Departamento La Paz in der Provinz Larecaja. Die Quellregion liegt im Municipio Sorata, im weiteren Verlauf durchfließt der Río Tipuani das Municipio Tipuani und mündet im Municipio Guanay. Der Fluss hat sich tief in die Hochgebirgslandschaft der Region eingegraben, der Flusslauf ist selten breiter als 50 Meter.

## Goldwirtschaft
Das Tipuani-Tal ist das wichtigste Goldminengebiet Boliviens. Der Abbau geschieht sowohl im offenen Tagebau als auch in unterirdischen Minen, die sich in bis zu 100 m Tiefe befinden. Für die Stabilisierung der Minenschächte ist in den vergangenen Jahrhunderten in großem Maße der Naturwald rings um das Tipuani-Tal gerodet worden, so dass sich hier unfruchtbare Grasländer ausgebreitet haben, welche den steilen Hänge des Tipuani-Tals nicht mehr genügend Halt geben. So forderte im März 2003 ein Erdrutsch oberhalb der Ortschaft Chima mehr als einhundert Todesopfer, und auch in zwei anderen Dörfern des Tals ereigneten sich in der Zwischenzeit ähnliche Katastrophen. Da die Goldfunde in dem Fluss und den Minen nur von geringer Ergiebigkeit sind, leben 90 Prozent der Bevölkerung unter der Armutsgrenze. Die Goldfunde im Bereich des Flusses bieten jedoch genügend Anreiz, so dass sich vor allem ab dem Flusskilometer 45 oft einfachste Siedlungen aneinanderreihen. Zentraler Ort entlang des Flusses ist die Stadt Tipuani mit 2456 Einwohnern (Volkszählung 2012).